# Месаби

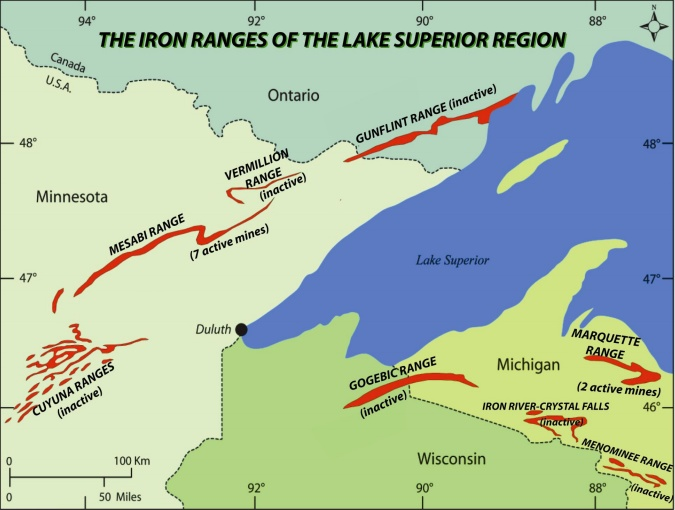
Месторождение Mesabi Range на карте Iron Range

Месаби англ. (Mesabi Range) — горнопромышленный район на северо-востоке штата Миннесота, США. Расположен в районе озера Верхнее, в основном в границах округов Сент-Луис и Айтаска. Является одним из важнейших железорудных бассейнов США.
Месторождение было обнаружено в 1866 году. С 1892 года начата промышленная разработка. В связи с вводом этого месторождения в разработку доля Миннесоты в производстве железной руды в США выросла с 6% в 1890 г. до 51% в 1905 г.
Наиболее активная разработка происходила в первой половине XX века. Добыча была сокращена в 1970-е годы, но в связи с изменениями в экономике увеличена в 2005 году, существовавшие рудники стали рентабельными, появлялись новые, а также увеличивалась добыча на старых.
Формирование руд происходило в период среднего докембрия, около двух миллиардов лет назад. Глубина заложения руд по месторождению разная. На хребте Vermilion между Суданом и Или руда залегает глубоко и там её добывали шахтным способом. На Месаби на протяжении 100 миль от Гранд-Рапидс до Баббитт руды расположены близко к поверхности под небольшой вскрышей и поэтому добыча была организована открытым способом. Мощность пласта варьируется от 61 до 152 метров, это сырьевая база чёрной металлургии севера Соединённых штатов. Самая высокая точка расположена в 5 милях к северо-востоку от города Верджиния у горы Pike Mountain.
Богатые руды на месторождении уже выработаны. Если в 1920 году в железной руде, добываемой на месторождении доля железа составляла 74 %, то в XXI веке — всего 33 %.

## Эксплуатация месторождения

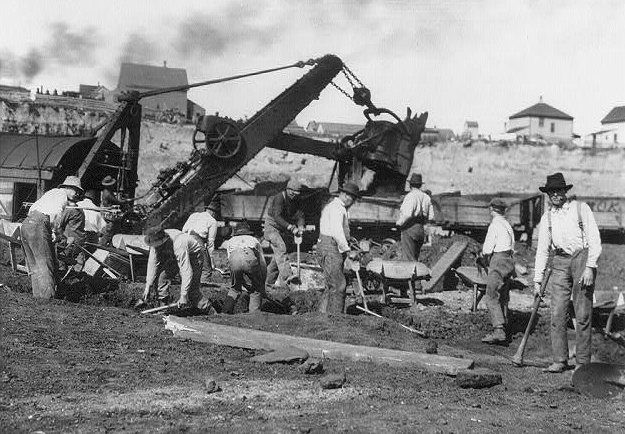
На разработке месторождения Mesabi Range, 1903 год

В настоящее время руда добывается только из карьеров, хотя ранее действовали и шахты. Подземный рудник Судан (англ. Soudan Underground Mine) — старейший рудник в штате Миннесота. В конце XIX века старатели искавшие золото в северной Миннесоте обнаружили богатейшие жилы гематита в этом месте, содержание железа достигало более 65 %. В 1882 году там начал работать открытый карьер, а в 1900 году началась разработка шахтным способом. Шахта работала до 1962 года, а затем, в 1965 году, была передана в дар штату Миннесота, для использования в образовательных целях.
Самый большой в мире железорудный карьер Hull-Rust-Mahoning Open Pit Iron Mine. Первоначально здесь проводили подземные разработки, но ввиду неглубокого залегания руд перешли на открытую добычу. Сначала это было множество мелких карьеров, но они постепенно сливались в один большой. Такое увеличение карьера было причиной переноса города Хиббинг в 1919—1921 гг. Ныне размеры карьера составляют 2,4 на 5,6 км, глубина свыше 180 метров, добыча продолжается.
До 1950-х годов извлекались в первую очередь те руды, которые можно было без особых затруднений переработать в сталь. Затем богатые руды были исчерпаны, ныне добываются руды таконитовые, которые требуют доработки и обогащения перед транспортировкой.
Добытая руда после обогащения транспортируется по железной дороге Duluth, Missabe and Iron Range Railway в порты городов Ту-Харборс и Дулут, где перегружаются на грузовые суда и отправляются по Великим озёрам к сталелитейным заводам в Индиану и Огайо.